# Syndiclis furfuracea
Syndiclis furfuracea är en lagerväxtart som beskrevs av Hsi Wen Li. Syndiclis furfuracea ingår i släktet Syndiclis och familjen lagerväxter. Inga underarter finns listade i Catalogue of Life.